# Elatostema lineolatum
Elatostema lineolatum trong tiếng Việt thường gọi rau đắng, tiếng dân tộc Thái gọi kịa khôm, khôm chi kia là loài thực vật có hoa trong họ Tầm ma. Loài này được Wight mô tả khoa học đầu tiên năm 1853.